# Eliza Doolittle (cantante)
Eliza Doolittle (n. Westminster, Londres, Reino Unido; 15 de abril de 1988), de nombre real Eliza Sophie Caird, es una cantautora británica y ex-actriz infantil.
Su nombre artístico hace referencia al personaje del musical My Fair Lady.

## Trayectoria
Es hija de John Caird, un director de teatro y de la cantante Frances Ruffelle. Fue a la escuela Channing School para chicas en Highgate Village, Londres. Sus primeros papeles sobre el escenario los tuvo con la Royal Shakespeare Company en la adaptación del musical Los Miserables (1996) y The Secret Garden (2000). 
A finales de noviembre de 2009 publicó su primer trabajo, un EP titulado Eliza Doolittle. En abril de 2010 debutó con su primer sencillo, Skinny Genes, con el que alcanzó el top 30 de las listas británicas de canciones. La composición se hizo inicialmente popular con su inclusión en un anuncio de televisión de la empresa de ropa británica very.co.uk. Su álbum debut homónimo se lanzó el 12 de julio de 2010.
En junio de 2013 presentó «Big When I Was Little», el cual significó el sencillo adelanto de su segundo álbum de estudio In Your Hands.
En 2017, cambió su nombre artístico por el de simplemente Eliza y modificó su estilo artístico virando hacia un sonido más soul. En 2018, lanzó el autoeditado álbum A Real Romantic, que incluía temas como «Wasn't Looking», y «Alone & Unafraid».
En 2022, lanzó un par de sencillos («Straight Talker» y «Heat of the Moon») tras firmar con Different Recordings de [PIAS]. Estos fueron incluidos en su álbum, A Sky Without Stars publicado en septiembre de 2022, el cual recibió críticas positivas.

## Discografía

### Álbumes
| Año  | Detalles | Posición más alta | Posición más alta | Posición más alta | Posición más alta | Posición más alta | Posición más alta | Posición más alta | Posición más alta | Certificaciones |
| Año  | Detalles | RU                | BEL (FLA)         | BEL (VAL)         | CAN               | DIN               | FRA               | IRL               | PB                | Certificaciones |
| ---- | --- | ----------------- | ----------------- | ----------------- | ----------------- | ----------------- | ----------------- | ----------------- | ----------------- | --------------- |
| 2010 | Eliza Doolittle - Lanzamiento: 12 de julio de 2010 - Discográfica: Parlophone - Formatos: CD, digital                     | 3                 | 46                | 100               | 89                | 38                | 101               | 10                | 45                | - R.U.: Platino |
| 2013 | In Your Hands - Lanzamiento: 14 de octubre de 2013 - Discográfica: Parlophone - Formatos: Digital, CD                     | 25                | —                 | —                 | —                 | —                 | —                 | 71                | —                 |                 |
| 2018 | A Real Romantic - Lanzamiento: 12 de diciembre de 2018 - Discográfica: Eliza - Formatos: Digital, streaming               | —                 | —                 | —                 | —                 | —                 | —                 | —                 | —                 |                 |
| 2022 | A Sky Without Stars - Lanzamiento: 16 de septiembre de 2022 - Discográfica: Different, [PIAS] - Formatos: Digital, CD, LP | —                 | —                 | —                 | —                 | —                 | —                 | —                 | —                 |                 |

### EP
- 2009: Eliza Doolittle
- 2012: Christmas

### Sencillos
| Año  | Título                    | Posición más alta | Posición más alta | Posición más alta | Posición más alta | Posición más alta | Posición más alta | Posición más alta | Posición más alta | Certificaciones | Álbum                 |
| Año  | Título                    | RU                | BEL (FLA)         | BEL (VAL)         | DIN               | ALE               | IRL               | PB                | SUI               | Certificaciones | Álbum                 |
| ---- | ------------------------- | ----------------- | ----------------- | ----------------- | ----------------- | ----------------- | ----------------- | ----------------- | ----------------- | --------------- | --------------------- |
| 2010 | «Skinny Genes»            | 22                | 59                | —                 | —                 | 42                | 42*               | 90                | 48                | - R.U.: Plata   | Eliza Doolittle       |
| 2010 | «Pack Up»                 | 5                 | 10                | 34                | 37                | 49                | 6                 | 19                | 75                | - R.U.: Platino | Eliza Doolittle       |
| 2010 | «Rollerblades»            | 58                | 61                | —                 | —                 | —                 | —                 | —                 | —                 |                 | Eliza Doolittle       |
| 2011 | «Mr Medicine»             | 130               | —                 | —                 | —                 | —                 | —                 | —                 | —                 |                 | Eliza Doolittle       |
| 2013 | «Big When I Was Little»   | 12                | 77                | —                 | —                 | —                 | —                 | —                 | —                 |                 | In Your Hands         |
| 2013 | «Let It Rain»             | 55                | —                 | —                 | —                 | —                 | —                 | —                 | —                 |                 | In Your Hands         |
| 2014 | «Walking on Water»        | —                 | 123               | —                 | —                 | —                 | —                 | —                 | —                 |                 | In Your Hands         |
| 2015 | «Big City»                | —                 | —                 | —                 | —                 | —                 | —                 | —                 | —                 |                 | Shaun the Sheep Movie |
| 2017 | «Wasn't Looking»          | —                 | —                 | —                 | —                 | —                 | —                 | —                 | —                 |                 | A Real Romantic       |
| 2018 | «Livid»                   | —                 | —                 | —                 | —                 | —                 | —                 | —                 | —                 |                 | A Real Romantic       |
| 2018 | «Alone & Unafraid»        | —                 | —                 | —                 | —                 | —                 | —                 | —                 | —                 |                 | A Real Romantic       |
| 2018 | «All Night»               | —                 | —                 | —                 | —                 | —                 | —                 | —                 | —                 |                 | A Real Romantic       |
| 2022 | «Straight Talker»         | —                 | —                 | —                 | —                 | —                 | —                 | —                 | —                 |                 | A Sky Without Stars   |
| 2022 | «Heat of the Moon»        | —                 | —                 | —                 | —                 | —                 | —                 | —                 | —                 |                 | A Sky Without Stars   |
| 2022 | «Everywhere I'll Ever Be» | —                 | —                 | —                 | —                 | —                 | —                 | —                 | —                 |                 | A Sky Without Stars   |

- "Skinny Genes" alcanzó el puesto 19 en la Irish Singles Chart con el nuevo lanzamiento en 2011.

### Colaboraciones
- 2012: «He Ain't Heavy, He's My Brother» (formando parte de The Justice Collective)
- 2013: «You & Me» (Disclosure con Eliza Doolittle)
- 2013: «The Hype» (Wookie con Eliza Doolittle)